# Herzwerk II
Herzwerk II (en español, "Trabajo del corazón") es el cuarto álbum formal de la banda alemana Megaherz. Este fue el último CD que grabó Alexander Wesselsky antes de que él y Jochen Seibert dejaran la banda para formar Eisbrecher. La última canción Es brennt, habla sobre las diferencias entre las dos Alemanias.
El álbum fue relanzado en Estados Unidos en 2008, con el mismo título y los 14 temas.

## Lista de canciones
| N.º | Título                       | Traducción                           | Duración |  |
| 1.  | «Herzblut»                   | Sangre del corazón                   | 5:19     |  |
| 2.  | «Glass Und Tränen»           | Vidrio y lágrimas                    | 3:55     |  |
| 3.  | «I.M. Rumpelstilzchen»       | Colaborador Oficioso Rumpelstiltskin | 4:30     |  |
| 4.  | «5. März»                    | 5 de marzo                           | 4:18     |  |
| 5.  | «F.F.F. (Flesh For Fantasy)» | Carne para fantasías                 | 5:25     |  |
| 6.  | «Hand Auf's Herz»            | Mano sobre el corazón                | 4:00     |  |
| 7.  | «Zu Den Sternen»             | A las estrellas                      | 5:14     |  |
| 8.  | «Licht II (Instrumental)»    | Luz II                               | 2:08     |  |
| 9.  | «Heute Schon Gelebt?»        | ¿Ya viviste hoy?                     | 3:50     |  |
| 10. | «An Deinem Grab»             | Sobre tu tumba                       | 6:57     |  |
| 11. | «Prefekte Droge»             | Droga perfecta                       | 4:28     |  |
| 12. | «Spiel Nicht...»             | No juegues...                        | 4:41     |  |
| 13. | «Gold»                       | Oro                                  | 5:12     |  |

## Edición limitada
| N.º | Título      | Traducción | Duración |  |
| 14. | «Es Brennt» | Se quema   | 4:03     |  |